# وال-مورن، کبک
وال-مورن (به فرانسوی: Val-Morin) شهری در منطقه شهری له لورانتید ناحیه لورانتید در استان کبک کانادا است. در سرشماری سال ۲۰۱۱ این شهر ۲٬۵۰۰ نفر جمعیت داشته‌است و مساحت آن ۳۹ کیلومتر مربع است.